# Wyspa Tadeusza Przygody-Wronowskiego
Wyspa Tadeusza Przygody-Wronowskiego (wcześniej nieoficjalnie Śmięcka) – sztuczna wyspa położona na Zalewie Szczecińskim. Powstała w latach 2021–2022 podczas pogłębiania toru wodnego Szczecin – Świnoujście. Jest jedną z dwóch wysp powstałych w tym czasie. Druga to położona na północ Wyspa Jana Zabawy-Wróblewskiego (wcześniej Brysna). Wyspa ma być przez kolejne kilka lat używana jako miejsce składowania urobku z dna morskiego. Kilka lat po powstaniu (w 2024) miała obszar około 252 hektarów, z czego 212 ha zajmował zbiornik wodny.

## Nazwa
Ministerstwo Gospodarki Morskiej i Żeglugi Śródlądowej zorganizowało w 2020 r. internetowe głosowanie na nazwę wyspy. Głosów oddało łącznie 21 912 osób. Na nazwę Śmięcka oddano 8735 głosów. Na kolejnych miejscach były Wyraj (5988 głosów) i Przygoda (2575 głosów). Nazwa Śmięcka nawiązuje do nazwy uroczyska i nieistniejącej obecnie wsi nad zalewem. Wcześniej wyspa nosiła nazwę techniczną W28. Nazwa Śmięcka nigdy nie została formalnie przyjęta – Ministerstwo Gospodarki Morskiej i Żeglugi Śródlądowej nie miało kompetencji do nadawania oficjalnych nazw wyspom ani prawnych podstaw do zgłaszania propozycji takich nazw. 
Formalna procedura nadawania nazwy wyspie nastąpiła, gdy rada gminy Stepnica, na której obszarze leży wyspa, przyjęła uchwałę o nadaniu wyspie nazwy – w uchwale z 26 marca 2024 zaproponowano dla wyspy nazwę Tadeusz Przygoda Wronowski, by następnie uchwałą z 25 września 2024 r. zmienić proponowaną nazwę na Wyspa Tadeusza Przygody-Wronowskiego. Propozycja ta została zaakceptowana i ogłoszona przez Ministra Spraw Wewnętrznych i Administracji w Dzienniku Ustaw, a następnie weszła w życie z dniem 1 stycznia 2025 roku.

## Przyroda
W badaniach wykonanych w czerwcu 2024 r. w akwenie zajmującym większość wyspy stwierdzono występowanie 11 gatunków zooplanktonowych o niedużym zagęszczeniu. Dominantem była inwazyjna Eurytemora carolleeae. Pojawiał się też inwazyjny Acanthocyclops trajani.
W tym samym czasie woda w zbiorniku miała przewodność elektrolityczną podobną jak w otaczającym Zalewie Szczecińskim – 2097 µS/cm.